# Michael Claesson

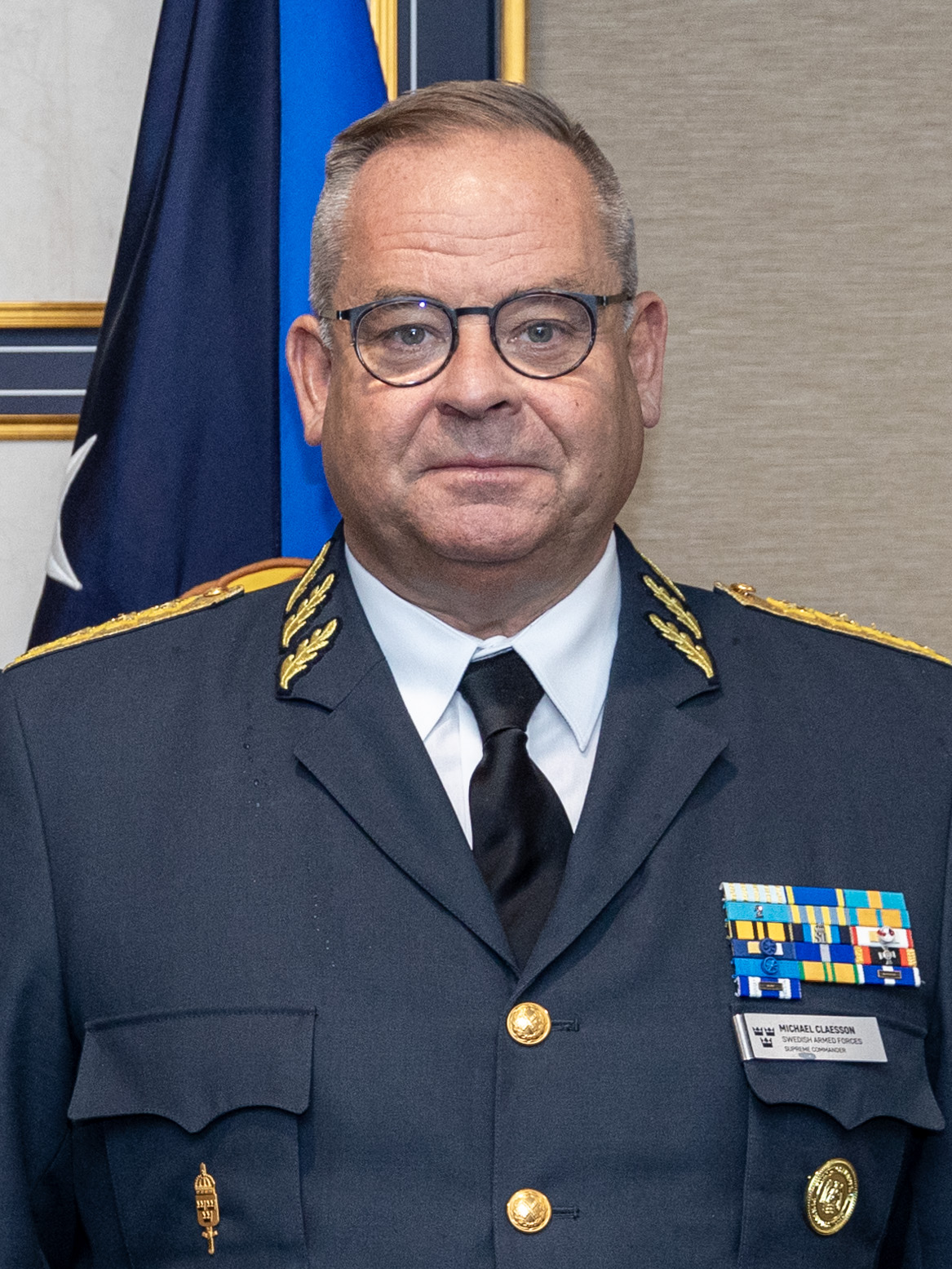
Michael Claesson (2025)

Michael Claesson (* 1. März 1965 in Bankeryd) ist ein schwedischer Generalleutnant und seit dem 30. September 2024 Kommandeur der schwedischen Streitkräfte.

## Leben
Claesson leistete 1984 seinen Grundwehrdienst als Panzerkommandant bei I 19/P 5 in Boden. Er wurde 1989 Leutnant beim Schonischen Dragonerregiment Hässleholm, dort 1991 Hauptmann, 1995 Major, 2001 Oberstleutnant, 2008 Oberst, 2013 Brigadegeneral und 2020 Generalleutnant.
1997–1999 absolvierte er als erster schwedischer Lehrgangsteilnehmer den deutschen Generalstabslehrgang der Führungsakademie der Bundeswehr (FüAkBw), Hamburg. In den Jahren 1999–2000 war er Lehrer für Taktik und operative Kunst in der operativen Abteilung der Verteidigungsakademie (FHS) und diente 2000–2001 bei der KFOR im Kosovo.
In den Jahren 2002–2003 war er Militärexperte in der Abteilung für Sicherheitspolitik und internationale Angelegenheiten (SI) im Verteidigungsministerium, 2003–2005 Chef und Ausbildungsleiter des Panzerbataillons von Norrbotten und stellvertretender Brigadekommandeur. Im Jahr 2005 war er Militärexperte in der Abteilung für Sicherheitspolitik und internationale Angelegenheiten (SI) des Verteidigungsministeriums. 2005–2009 war er Sonderattaché und Militärberater der schwedischen Delegation bei der NATO in Brüssel.
2009–2012 war er Übungsleiter an der Bodenkampfschule, 2011–2013 Leiter der Bodenkampfschule, nach dem 1. Mai 2012 vorübergehend beim Regiment Södra Skåne für den internationalen Dienst in Afghanistan stationiert. In den Jahren 2012–2013 war er Einheits- und Kontingentkommandeur (FS 24) bei der ISAF in Afghanistan. 2013–2018 war er Militärberater im Außenministerium. Am 1. Oktober 2018 trat Michael Claesson sein Amt als Leiter der Abteilung für militärisch-strategische Führung des Führungsstabs (Leiter der Abteilung Pläne und Politik) an. Er wurde gleichzeitig zum Generalmajor befördert.
Am 25. Juni 2020 wurde er von der Regierung zum neuen Leiter des Einsatzstabes ernannt, nachdem Vizeadmiral Jan Thörnqvist in den Ruhestand ging. Michael Claesson übernahm die Position am 10. September 2020. Bei seinem Eintritt wurde er zum Generalleutnant befördert. 
Kurz nach dem Beginn des völkerrechtswidrigen russischen Angriffskrieges gegen die Ukraine am 24. Februar 2022 beantragten Schweden und Finnland die Mitgliedschaft in der NATO. 
Am 30. Juni 2022 wurde Claesson zum Leiter des neuen Verteidigungsstabs ernannt, den er am 1. Januar 2023 übernahm.
Claesson übernahm am 30. September 2024 das Kommando über die schwedischen Streitkräfte. Sein Vorgänger Micael Bydén war neun Jahre im Amt.